# Subpolítica
A subpolítica, conforme terminologia proposta pelo sociólogo Ulrich Beck, é uma forma de fazer política que surge com a modernização reflexiva e que se distingue da política comum por permitir que agentes externos ao sistema político exerçam influência no planejamento social.
O ponto de partida da proposta de Ulrich Beck é a constatação, no decorrer de sua análise da modernidade reflexiva, de uma tendência à incorporação de novos agentes coletivos e individuais no palco político, e, simultaneamente, à constituição de uma nova cultura política. Esse duplo movimento é para ele o contexto de surgimento da subpolítica, entendida como um desdobramento não-institucional do político.

## Subpolítica emudança social
Beck faz uma distinção entre política oficial (do sistema político) e subpolítica (política autônoma). Esta distinção é atravessada por outra entre política dirigida por regras e política que altera regras. Segundo o autor, hoje em dia, vivemos num híbrido entre regras estabelecidas e a possibilidade de alterá-las. Há períodos em que a política dirigida por regras predomina e outros em que a política que altera regras predomina. A política dirigida por regras é também caracterizada como política simples ou oficial e a que altera regras como política reflexiva ou subpolítica.

## Política eesfera privada
Ações da vida privada tornam-se um novo tipo de ação política, na medida em que as condutas pessoais se relacionam diretamente com os problemas globais.
Individualização e globalização são dois lados da modernização reflexiva. Os problemas na sociedade de risco são multidimensionais: global, local e pessoal. Nesta perspectiva, o indivíduo e suas ações cotidianas emergem como novas possibilidades de ação política.
Segundo Ulrich Beck, "o que parecia ser “uma retirada não política à vida privada”, “nova introjeção”, ou “cuidado das feridas emocionais” da antiga visão da política pode, quando visto do ângulo oposto, representar a luta por uma nova dimensão do político".